# Война на море

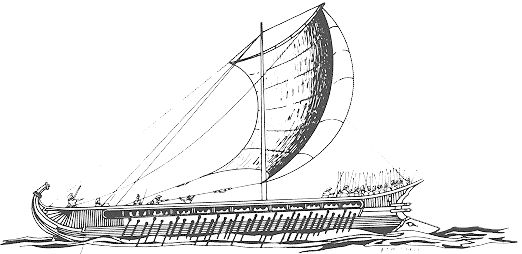
Древняя трирема на веслах.

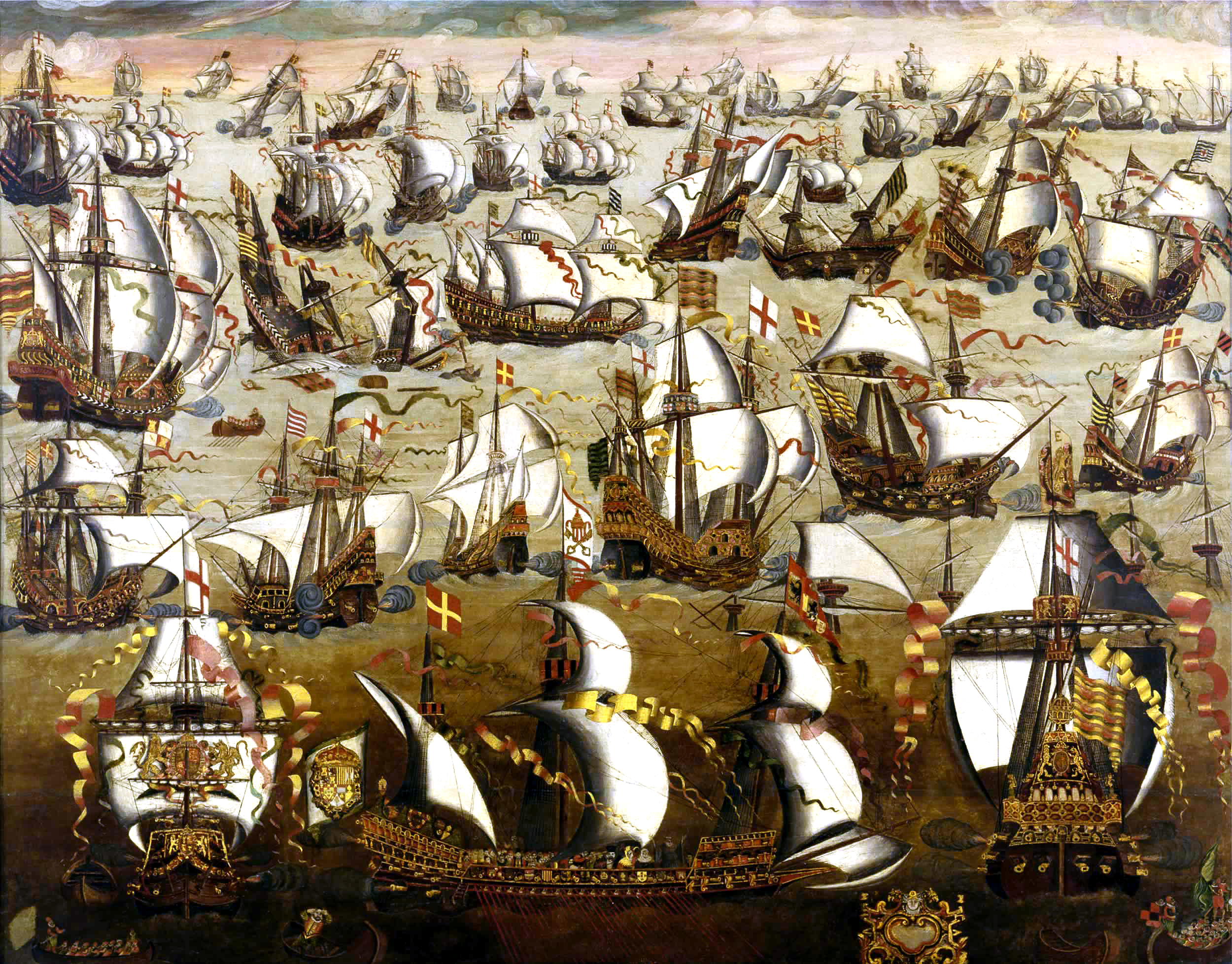
Сражение Непобедимой армады с английским флотом.
Одно из крупнейших сражений парусного флота. Август 1588 года.
Неизвестный художник (XVI век).

Война на море или Морская война — обобщающее название вооружённого конфликта, с применением военной силы (вооружённых сил и так далее) содержащих водный (морской) компонент государства, то есть военно-морской флот.
Война, в (на) водной среде, то есть на морях и океанах, заключается в вооруженной борьбе за господство на море; сюда же относятся военные (боевые) действия на реках, озёрах и искусственных водоёмах. Морская война как правило ведётся флотом (военно-морским флотом) вооружённых сил государств, в водной и сопутствующих ей средах, и включает в себя военные и боевые действия формирований войск и сил.

## История
В истории развития цивилизации образовывались города-государства (государства). Для захвата ими новых территорий, были образованы военные силы, сначала земные (сухопутные), а затем, по мере развития технологий, и водные (речные, морские и так далее), появилось морское дело. Так в многовековой военной истории началось и история морских войн. Первые морские войны отображённые в истории состоялись в бассейне Средиземного моря между древними греками и персами. 
В этот период истории флоты древних государств обычно состояли из большого числа небольших деревянных гребных кораблей, которые служили, главным образом, средством для передвижения войск по воде, высадке на берег и участия их в боях на земле, например Плавная рать. Позже военная мысль позволила создать корабли которые могли вести боевые действия (морской бой) на воде. 
В морской тактике появились тараны, корабли с войнами таранили друг друга и обстреливали из луков, и абордажи, когда они сцепляясь крюками или специальными помостами, и на них происходил рукопашный бой.
В Древнем мире флот состоял из гребных судов. Он действовал в прибрежных районах и играл в войнах вспомогательную роль (Армейский флот). Способами ведения речного (озёрного, морского) боя были таран и абордаж, а основной тактической формой боя — фронтальное столкновение флотов, оканчивавшееся единоборством отдельных кораблей между собой. 
В Средние века тактика войны на море существенно не изменилась. В Византии было придумано новое оружие — греческий огонь. 
Постепенно морские бои развились до сражений и битв, которые предрешали исход всей компании или войны между государствами.
В эпоху Великих географических открытий (XV — XVI века) началось соперничество европейских государств (Испания, Португалия, позднее Англия, Франция, Нидерланды) за господство на море в связи с колониальными захватами. При этом флоты начали действовать самостоятельно, выполняя задачи по нарушению коммуникаций противника и обороне своих морских путей. Однако тактика первых парусных флотов XV — XVI веков ещё мало отличалась от способов ведения боя гребного флота.
В XVII веке были созданы постоянные военные флоты. Дальнейшее развитие корабельной артиллерии, и использование её в качестве главного оружия в морских сражениях англо-голландских войн XVII века привели к тому, что была установлена классификация боевых кораблей и определены их задачи. Основу флотов составляли линейные корабли. Фрегатам, артиллерийским гребным судам и брандерам отводилась вспомогательная роль. Корабли стали объединяться в эскадры под командованием флагмана. Основной тактической формой ведения морского боя стала линейная тактика, предусматривавшая маневрирование кораблей в «линии баталии» (кильватерной колонне). Это обеспечивало наиболее эффективное использование артиллерии, установленной на кораблях вдоль бортов в несколько рядов. Таран стал применяться всё реже, однако абордаж продолжал применяться.

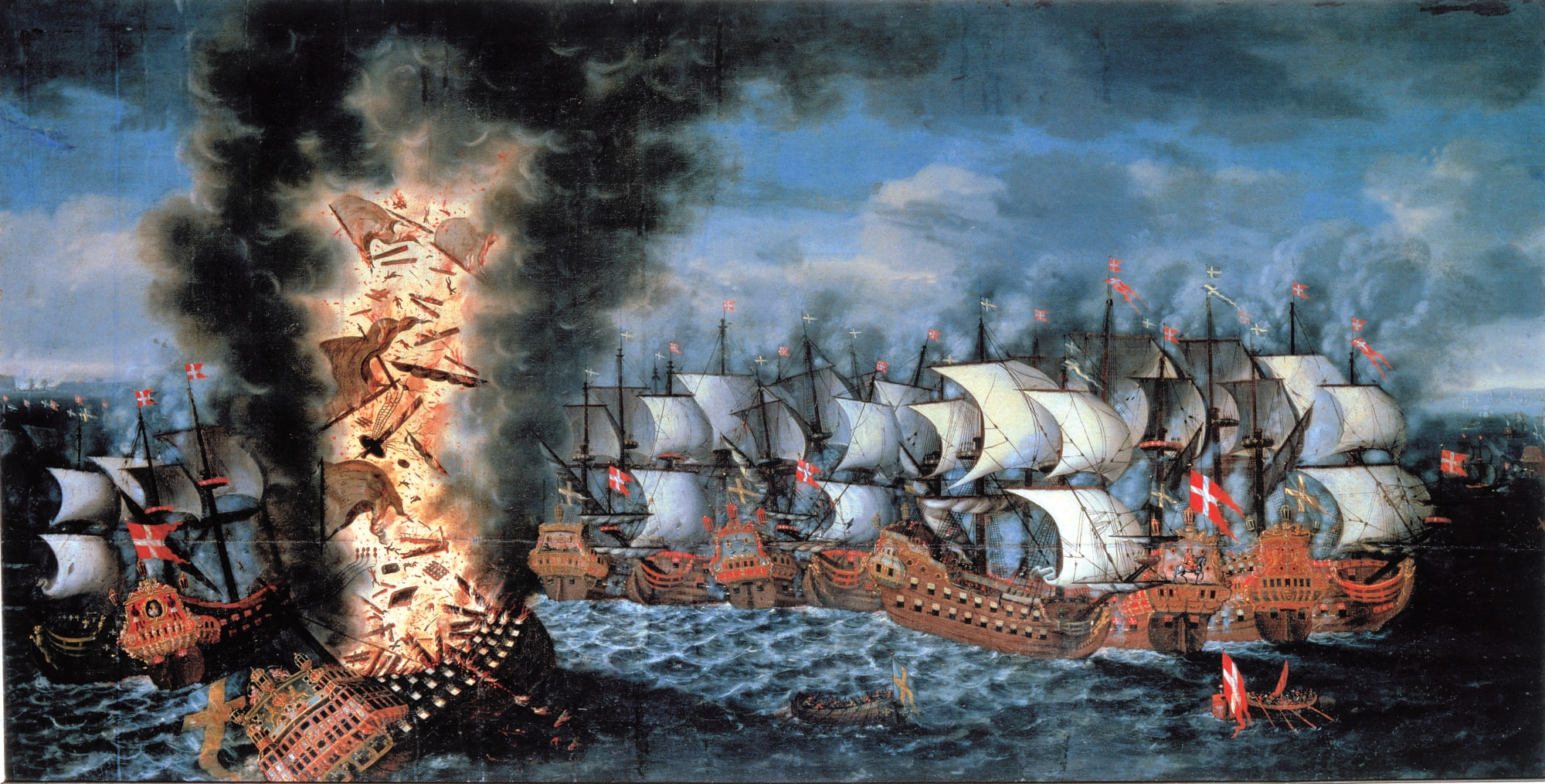
Взрыв шведского флагманского корабля «Stora Kronan» во время Эландской битвы (Картина 1686 года)

В XVIII веке российские адмиралы Г. Спиридов и Ф. Ушаков впервые в практике морского боя отказались от шаблонов линейной тактики, перейдя к манёвренной тактике, которая обеспечила победы российского флота над османским в сражениях в Хиосском проливе (1770), у мыса Тендра (1790) и у мыса Калиакрия (1791).

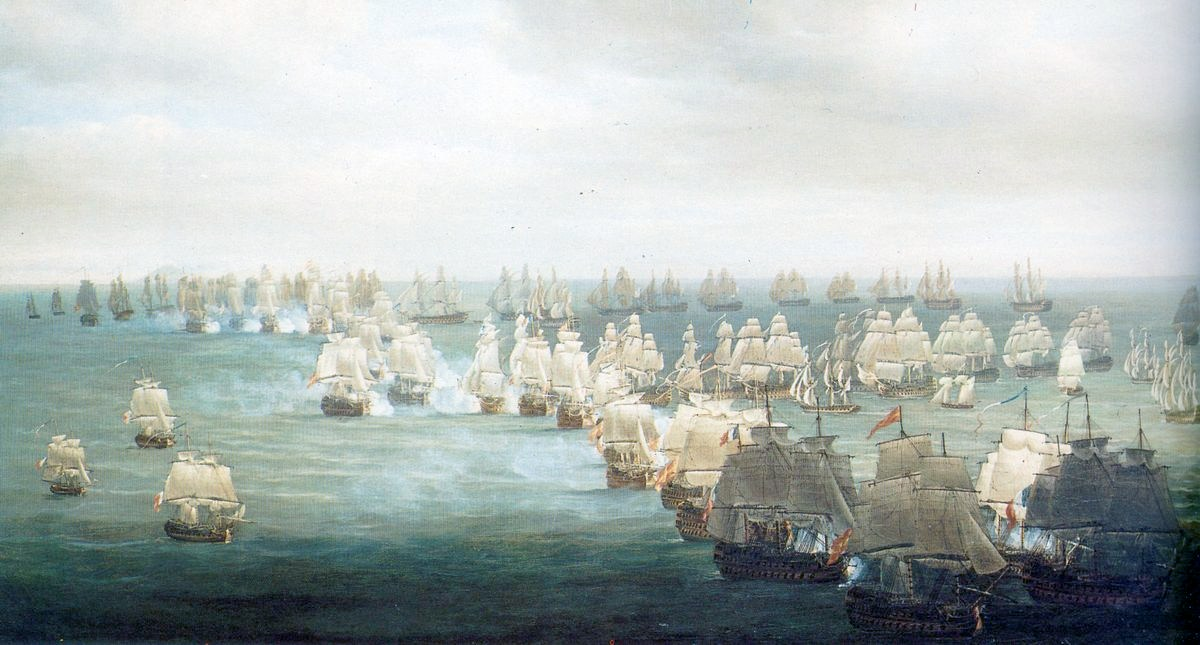
Трафальгарское сражение

Первые попытки теоретического обоснования манёвренной формы ведения морского боя нашли отражение в труде британца Дж. Клерка «Опыт морской тактики» (ч. 1—4, 1790—97). Морские победы британского адмирала Г. Нельсона при Абукире (1798) и Трафальгаре (1805) и российского адмирала Д. Сенявина в Афонском сражении (1807), в которых были использованы принципы ведения манёвренного боя, способствовали утверждению этих принципов, которые наряду с маневром эскадры для более полного использования артиллерии и нарушения управления силами флота противника предусматривали также большую самостоятельность в проведении маневра отдельных кораблей. 
Опыт Крымской войны 1853—56 годов выявил преимущества паровых кораблей перед парусными при ведении манёвренного морского боя. Во 2-й половине XIX века в Великобритании, США, Франции были созданы паровые корабли с броневой защитой. Таким образом, основой флотов стали броненосцы. Появились также крейсера, минные заградители, миноносцы. 
В ходе русскo-японской войны 1904—05 годов произошли крупные морские сражения с участием значительных сил бронированных кораблей (Цусимское сражение, бой в Жёлтом море, и др.). Первые попытки применения торпед и мин показали, что артиллерия перестала быть единственным средством боевого воздействия на противника. Однако военные доктрины морских держав после русскo-японской войны существенных изменений не претерпели и по-прежнему считалось, что завоевание господства на море должно достигаться путём генерального сражения основных сил флотов.

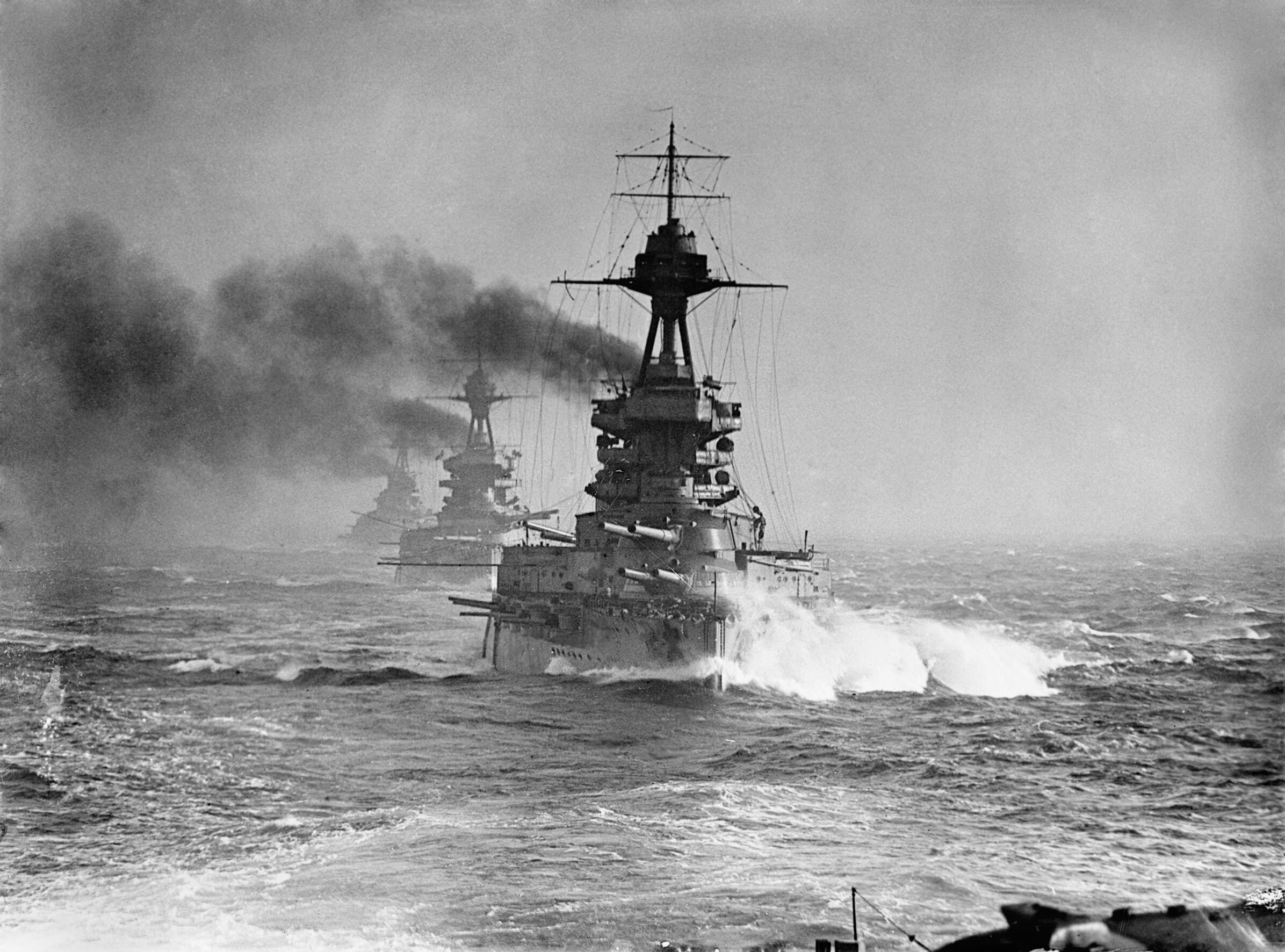
Британские линкоры в боевом строю (1917 год).

В ходе Первой мировой войны кораблями универсального назначения стали эскадренные миноносцы, начали широко использоваться подводные лодки. Это вызвало создание сторожевых кораблей и охотников за подводными лодками. Вместо броненосцев появились линкоры (дредноуты). Появились также и другие новые классы кораблей — авианосцы, торпедные катера. Появилась морская авиация. Достижение стратегических целей путём проведения одного генерального сражения, как показало Ютландское сражение (1916), стало невозможным. 
Перед началом  Второй мировой войны флоты пополнялись авианосцами, крейсерами, эскадренными миноносцами, торпедными катерами, морской авиацией, появились радиолокация и гидролокация. 

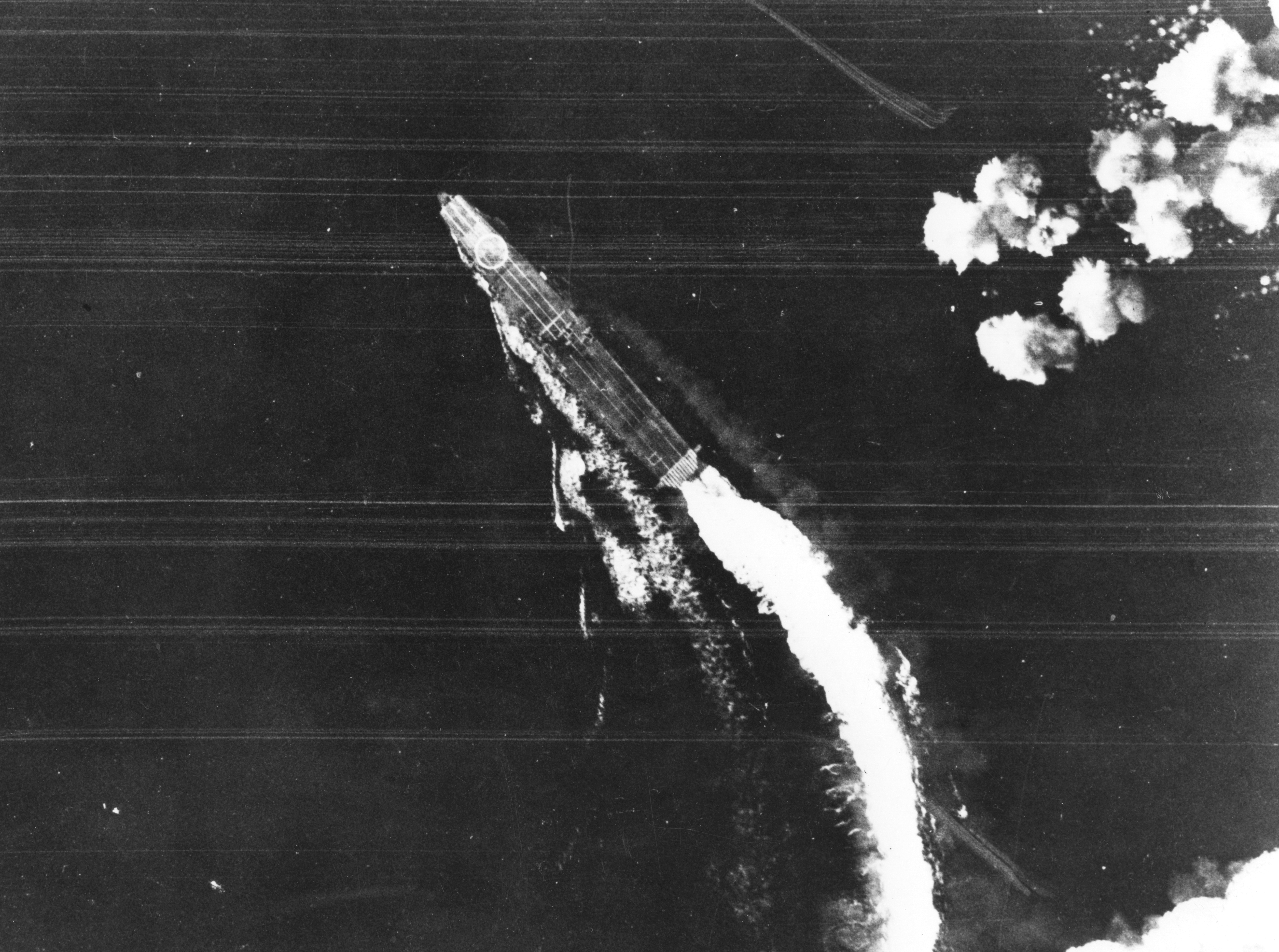
Американские бомбардировщики B-17 атакуют японский авианосец «Хирю» во время битвы за Мидуэй (1942 год).

Во время Второй мировой войны особую роль флоты играли на Тихоокеанском театре военных действий. Основное содержание военных действий на нём составляли десантные и противодесантные операции, удары по силам флота противника в море, в базах и борьба на коммуникациях. Главной ударной силой как японского императорского флота, так и ВМС США стали авианосцы. Применение авианосной авиации позволяло вести морской бой в условиях, когда противостоящие группировки кораблей находились в сотнях миль друг от друга. Группировки надводных сил, прикрываемые истребителями авианосной авиации, получили возможность действовать у побережья противника.
Во время Второй мировой войны всего было высажено более 600 крупных морских десантов, 6 из них — стратегического масштаба. Наиболее крупной была Нормандская десантная операция (1944 год). Во время этих операций надводные корабли вели артиллерийский обстрел наземных целей.
На морских коммуникациях активно действовали подводные лодки. Крупные артиллерийские корабли (линейные корабли, крейсера) из-за большой уязвимости от подводных лодок и особенно авиации потеряли роль главной ударной силы в военных действиях на море. Их действия сводились, главным образом, к содействию сухопутным войскам. 
С 1960-х годов главной ударной силой флотов ведущих держав стали атомные подводные лодки с баллистическими ракетами. Появились также атомные авианосцы.

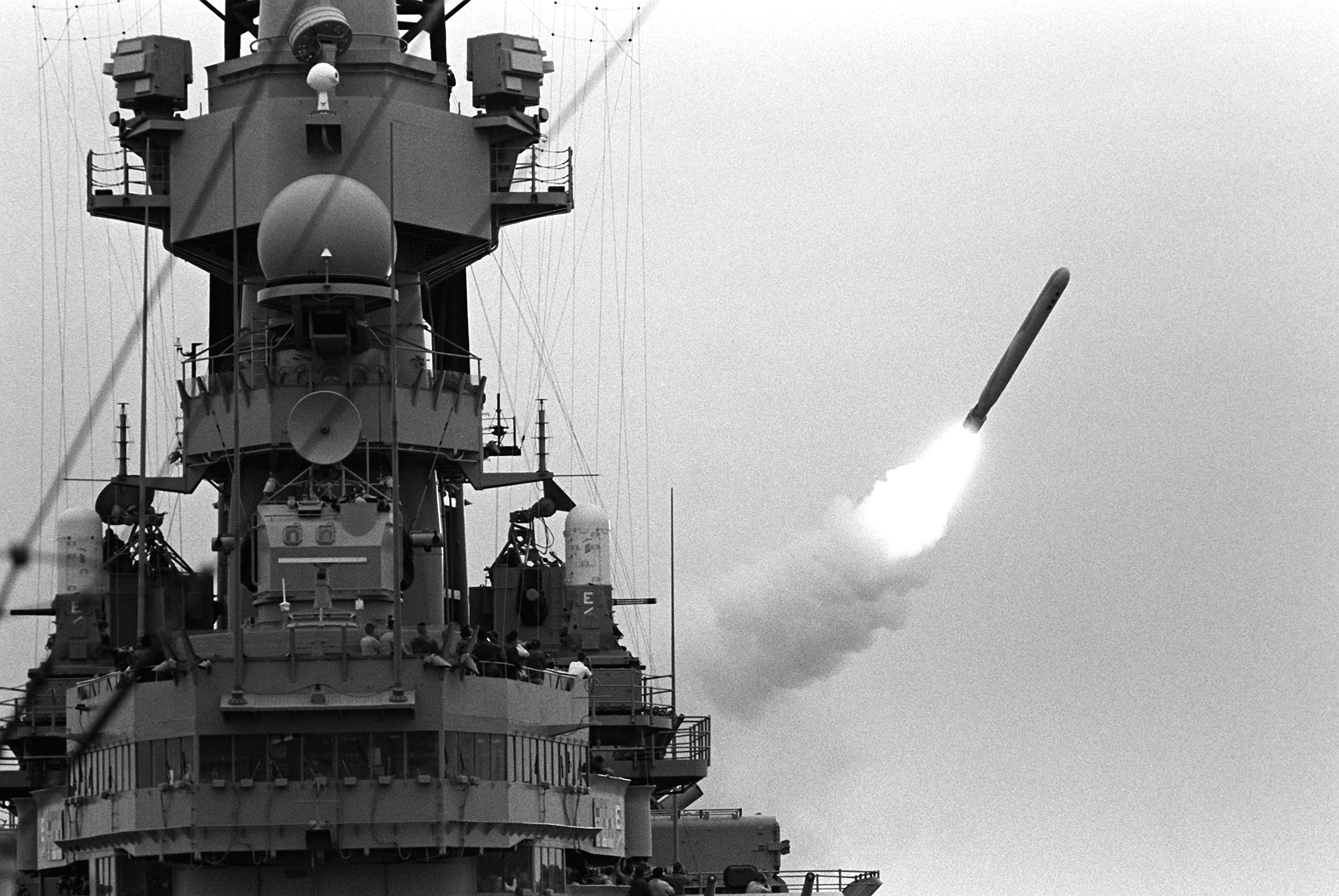
Американский линкор «Миссури» выпускает ракету «Томагавк» по цели в Ираке во время войны в Персидском заливе (1991).

Во время войн, имевших место после 1945 года, крупных морских сражений не происходило. Однако во время войны в Корее 1950-53 годов, вьетнамской войны 1965-73 годов, войны в Персидском заливе 1991 года, операции против Югославии в 1999 году, вторжения в Ирак в 2003 году, операции против Ливии в 2011 году морская авиация с авианосцев ВМС США широко использовалась для нанесения ударов по наземным целям. Во время войны в Персидском заливе, операции против Югославии, вторжения в Ирак в 2003 году, операции против Ливии надводные корабли и подводные лодки США также наносили удары по наземным целям крылатыми ракетами «Томагавк». Во время войны в Корее, вьетнамской войны, войны в Персидском заливе наземные цели также обстреливали линейные корабли времен Второй мировой войны  «Нью-Джерси», «Миссури», «Висконсин».

## Международное право
Согласно законам и обычаям морской войны, военно-морские операции могут осуществляться только военно-морскими силами воюющих государств и только в пределах театра морской войны, к которому относятся:
- Открытое море,
- Территориальные и внутренние воды воюющих государств,
- Воздушное пространство над ними.

Особый льготный режим во время войны на море установлен для торговых и пассажирских судов воюющих государств. Так, торговые и пассажирские суда, следующие в открытом море без охраны, защищаются соответствующими нормами международного права от незаконного затопления или нападения без предупреждения; торговые суда имеют право посещать нейтральные порты и производить в них грузовые операции с невоенными грузами, причем срок пребывания их в таких портах, в отличие от военных кораблей, не ограничен. Законы и обычаи морской войны запрещают бомбардировки морскими силами незащищенных портов, городов, селений, жилищ и строений. Особенно регламентированы правила морской блокады.
Во время морской войны могут подвергаться захвату не только вражеские торговые суда, но и торговые суда нейтральных государств в случае нарушения ими блокады, перевозки военной контрабанды или оказания услуг воюющей стране. Международное право подробно регулирует вопросы, связанные с правовым режимом торгового судна во время войны на море.